# Chó săn Slovakia
Chó săn Slovakia hay slovenský kopov là một giống chó săn có kích thước trung bình thuộc loại scenthound. Giống chó này có nguồn gốc ở Slovakia, ở Trung Âu, và được lai tạo để săn heo rừng. Cái tên Black Forest Hound dường như đã được tạo ra ở Bắc Mỹ vì mục đích tiếp thị, vì giống chó này không có liên quan gì đến Rừng Đen.

## Lịch sử

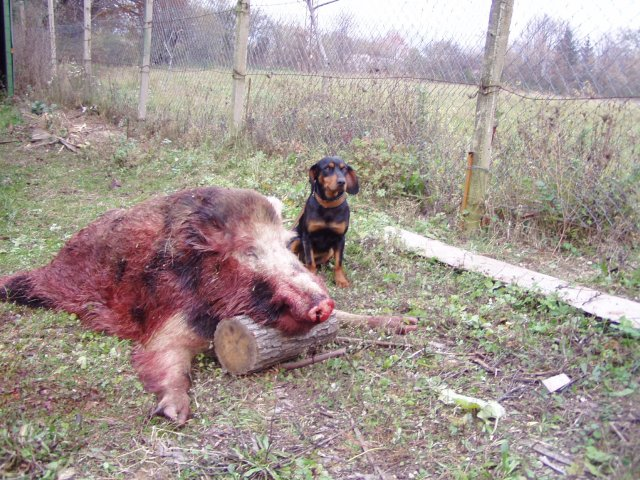
Chó săn Slovakia và heo rừng

Chó săn Slovakia là một loại chó săn nổi tiếng từ thời cổ đại, giống chó ngày nay được công nhận lần đầu tiên vào những năm 1870. Các giống của Brandlbracke (Chó săn Áo nâu đen), Chart Polski, và Chó Magyar Agar (Chó săn xám Hungari) được cho là đã được sử dụng để phát triển giống chó này. Từ nguyên của tên dường như ám chỉ đến màu của chó. Câu lạc bộ giống được thành lập ở Bratislava vào năm 1988.
Chó săn Slovakia đã được phát triển và được sử dụng như một con chó săn bắn, không phải là một con vật cưng. Nó được lai tạo để săn bắn các động vật lớn, đặc biệt là lợn rừng. Mặc dù rất phổ biến trong khu vực xuất xứ của nó, nó hiếm khi được thấy ở các nước khác.

## Công nhận
Giống này được công nhận ở nơi xuất xứ dưới tên Slovenský kopov, và được liệt kê cho cuộc thi thể thao quốc tế với Liên minh nghiên cứu chó quốc tế (FCI). Xuất khẩu sang Bắc Mỹ, giống được công nhận theo bản dịch tiếng Anh tên của nó, Slovakian Hound, bởi Câu lạc bộ đăng ký chó thuần chủng (UKC) ở Hoa Kỳ. Giống chó này cũng có thể được đăng ký dưới nhiều bản dịch tên, hoặc tạo ra tên tiếng Anh như Black Forest Hound, với các câu lạc bộ kennel nhỏ, câu lạc bộ săn bắn và các doanh nghiệp đăng ký chó internet. chó săn hoặc vật nuôi độc đáo.